# Raydah
Raydah is een stad in Jemen in het gouvernement 'Amran.
In 2012 telde Raydah 15.489 inwoners.
In het verleden kende Raydah een grote joodse markt, de Suq al-ahud. Na de emigratie van een groot deel van de Joodse gemeenschap met de Operatie Magic Carpet is kleine joodse minderheid in de plaats achtergebleven. In 2009 telde deze gemeenschap nog 266 leden. Ten tijde van de Gaza-oorlog van 2009 namen spanningen tussen de joodse en de moslimgemeenschap toe en werden 2 joden vermoord. Daarop verlieten nog 16 joodse families de stad.